# 겐페이 전쟁
겐페이 전쟁(일본어: 源平合戦 겐페이 캇센[*])는 1180년부터 1185년까지 헤이안 시대 말기에 벌어졌던 내전이다. 이 전쟁에서 조정을 장악하고 있던 헤이시(平氏)와 지방세력인 겐지(源氏)는 일본의 각 지역에서 전투를 벌였다. 결국 헤이시는 패배하고 겐지가 전국을 장악하여 가마쿠라 막부가 수립되었다. 그리고 미나모토노 요리토모(源頼朝)는 막부의 수장인 쇼군이 되었다. "겐페이"는 源平을 일본 한자음으로 읽은 발음이다. 다른 이름으로는 일본 연호를 이용한 지쇼·주에이의 난(일본어: 治承・寿永の乱, じしょう・じゅえいのらん 지쇼·주에이 노 란[*])이 있다.

## 배경
겐페이 전쟁은 조정의 주도권을 둘러싼 수십 년간의 헤이시와 겐지의 갈등이 폭발하여 발생한 것이다. 겐지는 이전에도 호겐의 난과 헤이지의 난에서 헤이시에 도전했으나 실패했고, 패한 겐지의 유력인물들은 처형되었다.
1177년 퇴위하여 인세이(즉 상황에 의한 섭정)로 섭정을 맡고 있던 고시라카와인은 이세 헤이시(헤이케)의 우두머리이자 태정대신인 다이라노 기요모리와 갈등이 깊어졌으며, 고시라카와인은 쿠데타로 기요모리를 축출하려 하였다. 기요모리는 이 시도를 분쇄하고 지쇼 3년의 정변(治承三年の政変)을 일으켜 인세이를 폐하여 정권을 탈취했다. 이 때문에 헤이시에 대한 반감이 증폭되었다.
1180년 3월 21일, 기요모리는 고시라카와인의 아들 다카쿠라 천황을 퇴위시키고 친손자(당시 2세)를 천황으로 즉위시켰다(안토쿠 천황 즉위). 다카쿠라 상황의 배다른 형 모치히토 왕은 자기에게 올 옥좌를 빼앗겼다고 생각하여 5월에 셋쓰 겐지(摂津源氏)의 우두머리였던 겐3위 요리마사(源頼政)의 도움을 빌어 여러 무가과 불교 사원에 격문을 보내 헤이시 토벌의 기치를 올렸다(모치히토 왕의 거병以仁王の挙兵).
6월에 기요모리는 항구가 있는 후쿠하라(현재의 고베)로 도읍을 옮기고 송나라와 교역으로 이득을 취하려 하였다. 6월 16일 모치히토는 교토를 탈출하여 나라에 있는 미이데라(三井寺)로 도피했다.

## 전쟁의 개시
기요모리의 행위는 헤이시에 대한 겐지의 증오를 더욱 불타오르게 하였고, 요리마사와 모치히토에 호응하여 센고쿠에 산재한 겐지들이 일제히 봉기하기 시작했다. 기요모리는 모치히토를 잡아들이려고 했으나 모치히토는 미이데라(三井寺, 온조지(園城寺)의 별칭)를 나와 다시 교코 근처의 뵤도인(平等院)으로 도망갔다.
겐지와 헤이시의 본격적인 전투는 우지강의 한 다리에서 시작되었다. 이 전투에서 셋쓰 겐지는 패하여 요리마사와 그의 아들 미나모토노 나카쓰나(源仲綱)는 할복하고 모치히토는 잡혀 처형되었다.
셋쓰 겐지의 우두머리 요리마사가 죽자, 가와치 겐지의 수장 미나모토노 요리토모가 뒤를 이어 봉기하였다. 요리토모는 전국을 돌아다니며 지지자를 규합하려고 했다. 요리토모가 이즈를 떠나 하코네로 가는 동안 그는 추격해온 헤이시에게 이시바야마 전투에서 다시 패했다. 그러나 그는 가이와 고즈케로 탈출하는데 성공하였다. 이 곳에서는 요리토모는 가이 겐지(다케다씨)를 비롯한 동맹세력을 규합하여 추격해 온 헤이시의 군대를 격퇴했다. 그동안 기요모리는 모치히토를 숨겨준 미이데라에 보복하기 위해 나라를 포위하여 대부분의 시를 불살랐다.
한편 다음 해에는 스모마타가와 전투가 벌어져 미나모토노 유키이에(源行家, 요리토모의 삼촌)가 다이라노 도모모리(平知盛)에 대해 선제공격을 했으나 패배하였다. 유키이에는 패주하면서 추격자들을 늦추기 위해 야하히 강의 다리를 파괴하였다. 유키이에는 다시 군사를 모아 헤이시를 공격했으나 이는 또다시 패배했다. 그러나 도모모리는 병이 들어 유키이에를 더 이상 추격할 수 없었다.
1181년 기요모리는 병으로 사망했고, 이해에 일본에는 심한 기근이 들었다. 기근은 그 다음 해에도 계속되었으나, 전쟁은 계속되었다. 요리토모의 사촌인 기소 요시나카(源義仲, 미나모토노 요시카타源義賢의 차남)는 북방에서 군대를 기르고 있었는데, 헤이시는 요시나카를 공격했으나 실패했다. 이후 약 2년간 별다른 전투가 없다가 1183년 봄에 다시 재개되었다.

## 전환점
요리토모는 겐지의 주도권을 둘러싸고 사촌 요시나카의 의도를 의심했고, 요시나카를 몇번 공격하였다. 요시나카는 요리토모에게 영지를 바치고 요리토모의 주도권을 확인하여 둘은 가까스로 힘을 합할 수 있었다. 그러나 공동의 적인 헤이시에 대항해 함께 싸우면서도 겐지의 주도권을 둘러싼 요리토모와 요시나카의 경쟁 의식은 결코 없어지지 않았다. 요시나카는 장남 요시타카(義高)를 가마쿠라에 있는 요리토모에게 인질로 보냈다. 그런 한편으로 요시나카는 스스로의 힘만으로 헤이시를 격파하고 교토에 입성하여 조정의 실권을 장악하려고 하였다.
요시나카는 다이라노 고레모리(平維盛)와 대결하여 첫 번째 전투에서는 가까스로 살아남았으나 두 번째로 맞붙은 구키하라 전투에서는 대승하였다. 이 전투는 겐페이 전쟁의 전환점으로 불리며 이 전투에서 헤이시는 요시나카에게 크게 패하여 사기는 땅에 떨어고 수세에 몰리게 되었다.
몇달 후에 헤이시는 교토를 근근히 지키고 있었고, 요시나카는 동북쪽으로부터 유키이에는 동쪽으로부터 교토를 포위하고 있었다. 이 둘의 군대는 거의 저항을 받지 않고 교토로 입성했고, 헤이시의 우두머리인 다이라노 무네모리(平宗盛, 기요모리의 3남)는 교토를 버리고 안토쿠 천황과 함께 천황가에 내려오는 삼종신기(神器)를 가지고 혼슈와 시코쿠에 있는 자신들의 본거지로 피신했다.

## 겐지의 내분
헤이시는 도망치면서 자신들의 로쿠하라궁과 그 주위를 불질렀고, 요시나카는 폐허가 된 교토에 입성했으나 남겨진 것은 아무것도 없었다. 요시나카는 고시라카와 상황이 내린 헤이케 토벌 조서를 가지고 헤이시를 추격했고, 또한 이것을 이용하여 겐지의 주도권을 차지하고 친척들인 요리토모와 미나모토노 요시쓰네에게 준 자신의 영지를 되찾으려 하였다.
그동안 도망친 헤이시는 규슈의 다자이후에 임시 조정을 설치했으나, 고시라카와 상황이 내린 조서에 봉기한 여러 호족의 반란에 직면하여 다시 세토 내해의 야시마 섬로 피난했다.
요시나카는 군대를 보내 헤이시를 뒤쫓는 한편, 다른 부대를 가마쿠라로 보내 요리토모의 행동을 늦추게 하였다. 헤이시를 추격한 부대는 패했지만, 요시나카는 유키이에와 공모하여 수도를 장악하고 자신의 본거지인 북쪽에서 고시라카와인을 내세워 새로운 조정을 열려고 하였다. 그러나 유키이에는 배신하여 이를 고시라카와인에게 알렸다. 고시라카와인은 이미 요리토모와 연락하고 있었기 때문이다.
유키이에에게 배신당했지만, 요시나카는 교토를 장악하고 1184년 정월에 호주지도노를 불사르고 천황을 자신의 영역에 두었다. 이 직후에 상당한 병력을 이끌고 도착한 요시쓰네와 그 형제 미나모토노 노리요리는 요시나카를 시에서 몰아냈다. 이들의 전투는 우지강의 다리에서 벌어졌다. 이후 요시나카는 오미 구니의 아와즈에 최후의 거점을 마련하였다.

## 단노우라 전투와 헤이시의 멸망
겐지가 교토를 떠나자, 헤이시는 세토 내해의 여러 거점에서 힘을 키우기 시작했다. 고시라카와인은 헤이시에 2월 7일까지 항복한다면 겐지가 휴전에 동의할 것이라는 서한을 보냈다. 사실 겐지나 고시라카와인은 이때까지 기다릴 생각은 전혀 없었으며, 이를 통해 헤이시가 보유하고 있는 삼종신기를 되찾고, 헤이시의 지배력을 약화시킬 심산이었다.
요시쓰네와 노리요리가 이끄는 겐지 군은 혼슈에서 다이라씨의 주요 거점인 이치노다니 성에서 첫 번째 공세를 시작했다. 이 성은 포위되었고, 헤이시는 시코쿠로 후퇴하였다. 그러나 겐지 군은 시코쿠까지 원정할 만한 준비가 되지 않아서 6개월간의 준비기간이 필요했다. 헤이시는 본거지에서 싸우기 때문에 지리적으로 이점이 있었을뿐만 아니라 수군도 겐지보다 강했다.
그래서 겐지 군이 헤이시의 본성인 이치노다니를 공략하기 까지는 거의 1년이 걸렸다. 헤이시는 시코쿠의 봉화를 보고 겐지 군이 육지로부터 공격할 줄 알고 모두 배에 승선했다. 그러나 이는 기만술이었고, 겐지 씨는 수군을 기다려 바다에서 헤이시를 섬멸하려고 하였다. 그리하여 헤이시가 임시 황궁을 설치한 야시마는 함락되었고, 다시 헤이시는 안토쿠 천황과 함께 신기를 가지고 도망쳤다.
겐페이 전쟁은 이로부터 한달 후 단노우라 전투에서 결판이 난다. 겐지 수군과 헤이시 수군은 좁은 시모노세키 해협에서 맞붙었다. 처음에는 활과 화살의 싸움을 하다가 이후 육박전으로 전개되었다. 이 결전에서 항해술에 능한 헤이시 수군은 해류를 잘 이용하여 처음에 싸움을 우세하게 이끌었다. 그러나 헤이시 측 장수였던 다구치 시게요시(田口重能)가 겐지 측에 배신하여 안토쿠 천황과 신기가 있는 배를 말해주었다. 겐지는 이 배에 공격을 집중하였고, 전세의 흐름이 바뀌었다.
헤이시의 많은 무사와 안토쿠 천황, 천황의 조모이자 기요모리의 미망인인 도키코는 패배가 확실해지자 굴욕을 당하기보다는 죽기로 결심하고 천황과 천황의 권력을 상징하는 삼종신기를 품은채 바다에 몸을 던졌다.

## 전쟁의 결과
헤이시는 멸망하고 겐지는 승리하여 가마쿠라 막부가 설립되었다. 요리토모는 쇼군의 직위를 가진 사람은 아니지만, 실질적인 센고쿠의 지배자로서의 쇼군은 그가 처음이었다. 이 전쟁의 결과 공가을 제치고 무가가 실질적인 지배권력으로 떠올랐고, 일왕의 권력은 매우 축소되어 정치적, 군사적 실권은 거의 없어졌다. 이러한 상태는 650년 후의 메이지 유신 이전까지 지속되었다.
또한 헤이시의 붉은 군기와 겐지의 하얀 군기에서 일본의 전통적인 국색(國色)인 붉은색과 흰색이 유래되었다.

## 전투 연보
- 1180년 나라 포위전 - 헤이시가 겐지를 지원하던 절과 사원을 불사르다.
- 1180년 이시바야시야마 전투 - 미나모토노 요리토모가 헤이시와 첫 번째로 싸우다. 겐지의 패배.
- 1180년 후지가와 전투 - 헤이시가 밤에 가마우지 떼를 겐지 군의 기습으로 오인하고 전투가 시작되기 전에 도주하여 전투는 벌어지지 않았다.
- 1181년 스노마타가와 전투 - 헤이시가 겐지의 기습을 저지했으나 후퇴하다.
- 1181년 야하기가와 전투 - 스노마타에서 후퇴하던 겐지 군이 저항을 시도하다.
- 1183년 히우치 포위전 - 헤이시가 겐지의 거성을 공격하다.
- 1183년 구키카라 전투 - 겐지 군이 크게 이겨 전쟁의 주도권이 겐지 쪽으로 넘어가다.
- 1183년 시노하라 전투 - 기소 요시나카가 헤이시의 군대를 구키카라로부터 추격하다.
- 1183년 미즈시마 전투 - 헤이시가 자신의 본거지인 야시마로 접근하던 겐지를 요격하다.
- 1183년 후쿠유지 포위전 - 겐지가 헤이시의 요새를 공격하다.
- 1183년 무로야마 전투 - 미나모토노 유키이에가 미즈시마 전투의 패배를 만회하려 하지만 실패하다.
- 1184년 호즈지도노 포위전 - 요시나카가 호즈지도노를 불사르고 고시카라와인을 납치하다.
- 1184년 제2 우지 전투 - 요시나카가 미나모토노 요시쓰네와 미나모토노 노리요리에게 쫓겨 수도를 버리고 퇴각하다.
- 1184년 아와즈 전투 - 요시나카가 요시쓰네와 노리요리에게 패하여 살해되다.
- 1184년 이치노다니 전투 - 겐지가 헤이시의 주거점의 하나를 공격하다.
- 1184년 고지마 전투 - 이치노다니를 탈출한 헤이시 군이 노리요리에게 공격당하다.
- 1185년 야시마 전투 - 겐지가 헤이시의 요새를 공격하여 시코쿠와 연결로를 끊어놓다.
- 1185년 단노우라 전투 - 헤이시와 겐지의 수군이 맞붙어서 헤이시는 멸망하다.

## 교전 세력

### 겐지
겐지는 헤이안 시대의 4대 집안(원평등귤)중 하나이다. 그러나 1160년 헤이지의 난 이후로 헤이시에게 학살되어 세력이 매우 약해졌다. 미나모토노 요시토모는 당시 가와치 겐지의 우두머리였다. 요시토모가 다이라노 기요모리에게 패한 이후 장남 가마쿠라아쿠겐타 요시히라(鎌倉悪源太義平)와 차남 미나모토노 도모나가(源朝長)는 살해되고, 미나모토노 요리토모는 추방되었다. 1180년 겐지는 다시 모치히토 왕과 셋쓰 겐지의 우두머리 미나모토노 요리마사의 결의에 호응하여 다시 헤이시와 전쟁을 벌여 결국 겐페이 전쟁의 승리로 헤이시를 멸망시키고 센고쿠의 지배권을 얻었다.
- 미나모토노 노리요리(源範頼) - 장수, 요리토모의 아래 동생

- 미나모토노 요리마사(源頼政) - 겐페이 전쟁 발발시의 셋쓰 겐지의 우두머리

- 미나모토노 요리토모(源頼朝) - 가와치 겐지의 우두머리

- 미나모토노 요시쓰네(源義経) - 요리토모의 배다른 동생. 겐지 군의 총지휘관

- 미나모토노 유키이에(源行家) - 장수, 요리토모의 숙부

(동맹자와 가신)
- 고시라카와(後白河院) - 법황으로서 섭정함.

- 모치히토 왕(以仁王) - 고시라카와인의 아들.

- 벤케이(弁慶) - 승병(僧兵), 요시쓰네의 조력자.

- 호조 도키마사(北条時政) - 호조 우지의 우두머리, 요리토모의 장인, 후의 가마쿠라 초대 집권

- 가지와라 가게토키(梶原景時) - 표면상 요시쓰네의 동맹자. 실제로는 요리토모의 간첩

- 구마가이 나오자네(熊谷直実) - 요리토모의 가신

- 사사키 모리쓰나(佐々木盛綱 ) - 노리요리의 가신. 고지마 전투를 지휘

- 다구치 시게요시(田口重能) - 다이라 군의 장수. 단노우라에서 모반하여 미나모토 군에 합류하여 미나모토의 승리에 기여.

- 나스노 요이치(那須与一) - 명궁. 미나모토의 동맹자.

- 야다 요시야스(矢田義康) - 요시나카의 가신. 미즈시마 전투 때 미나모토 군의 지휘관.

(승병)
제1차 우지 전투에 참가한 미이데라나 다른 사원 출신의 세 명으로서, 헤이케 모노가타리에 언급된 자들
- 이치라이 법사(一来法師) - 이치데라의 승병을 이끌고 참전.

- 고친노 다지마((五智院但馬) - "화살 베는 다지마"라고 불리며, 날라오는 다이라씨의 화살을 나기나타(청룡도와 비슷한 일본의 무기)로 벤 것으로 유명하다.

- 쓰쓰이 조묘 메이슈(筒井浄妙めいしゅ) - 우지 전투에서 60여대의 화살을 맞고도 최후까지 싸운 요시나카의 부하.

- 이마이 가네히라 (兼平今井) - 요시나카가 세타로 도망칠 때 합류한 자.

### 헤이케
헤이시 또한 헤이안 시대를 주름잡은 4대 가문 중 하나이다. 1160년 헤이지의 난에서 겐지를 학살하고 정권을 잡았다. 다이라노 기요모리는 헤이시의 권력이 정점에 달했을 때 겐페이 전쟁이 일어나 잔존한 겐지를 박멸하려 했으나, 그 결과는 도리어 헤이시의 멸망이었다.
- 다이라노 기요모리(平清盛) - 전쟁 발발시의 헤이시의 우두머리.

- 다이라노 고레모리(平維盛) - 기요모리의 손자

- 다이라노 노리쓰네(平教経) - 헤이시의 사무라이

- 다이라노 도키코(平時子) - 기요모리의 부인. 단노우라 전투에서 헤이시가 패하자 외손 안토쿠와 자살.

- 다이라노 도쿠코(平徳子) - 기요모리의 딸이자 다카쿠라 천황의 중궁(中宮), 안토쿠 천황의 모친.

- 다이라노 무네모리(平宗盛) - 기요모리의 아들. 기요모리 사후의 헤이시의 우두머리.

- 다이라노 다다노리(平忠度) - 기요모리의 아들, 장수

- 다이라노 도모모리](平知盛) - 기요모리의 아들, 장수

- 다이라노 시게히라(平重衡) - 기요모리의 아들. 장수.

- 다이라노 아쓰모리(平敦盛) - 구마가이 나오자네에게 살해된 어린 사무라이.

- 다이라노 유키모리(平行盛) - 장수. 고지마 전투에서 헤이시 군을 총지휘

(동맹자 및 가신)
- 안토쿠(安德) 천황 - 다이라노 기요모리의 외손

- 오바 가게치카(大庭景親) - 헤이시의 가신

- 사이토 사네모리(斎藤実盛) - 원래 미나모토씨 요시토모의 가신이었으나 배신하고 다이라노 무네노리의 가신이 됨.

- 세노 가네야스(妹尾兼康 ) - 헤이시의 가신. 후쿠류지 성에서 헤이시 군을 지휘.

- 다구치 시게요시(田口重能) - 헤이시의 장수. 단노우라에서 헤이시를 배신하고 겐지 편을 듬.

- 엔랴쿠지(延暦寺)- 미이데라의 라이벌 사원으로서 겐지를 지원하는 미이데라에 대항하여 헤이시에 원조.

## 예술과 겐페이 전쟁
이 전쟁은 여러 시대에 걸쳐 일본에서 예술 작품의 소재가 되었다. 가장 대표적인 것은 《헤이케 이야기》(平家物語)이다. 가부키와 분라쿠에서도 이 전쟁의 많은 장면을 다루고 있다.

## 게임과 겐페이 전쟁
또한, 이 전쟁은 여러 게임의 배경이 되는데 특히 헤이안 시대의 모습을 가장 잘 표현한 것으로는 sega사의 2012년 작품 《사무라이 블러드쇼》가있다.

## 같이 보기
- 일본의 군사사